# Nerastria
Nerastria is een geslacht van vlinders van de familie Uilen (Noctuidae), uit de onderfamilie Acontiinae.

## Soorten
- N. albiciliatus Smith
- N. antonita Dyar, 1911
- N. basicinerea Grote, 1882
- N. catilina Druce
- N. cnossia Druce, 1889
- N. dividua Grote, 1880
- N. lixiva Grote, 1882
- N. orthozona Hampson, 1910